# 莫日加區

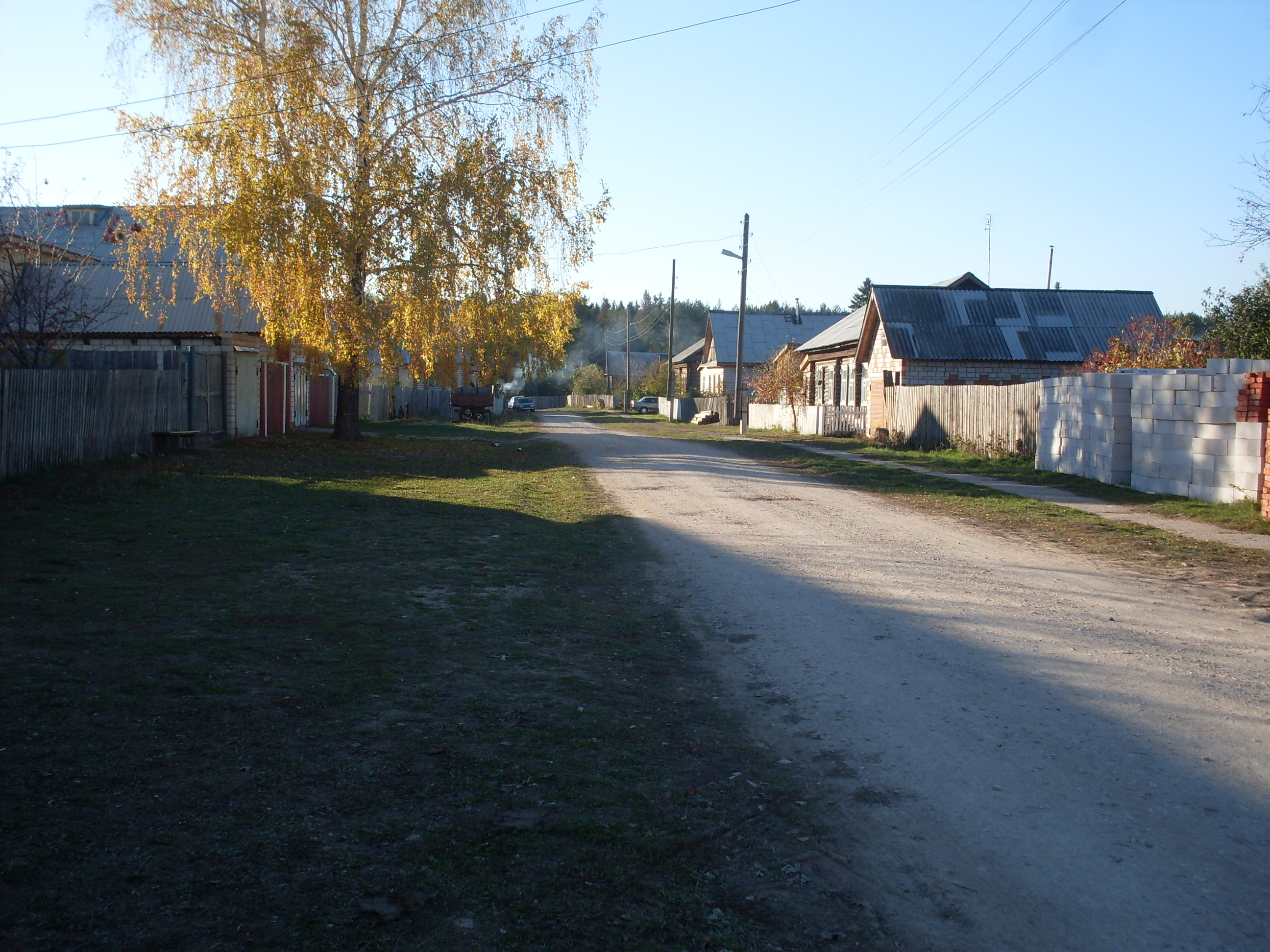

56°27′00″N 51°43′26″E / 56.450°N 51.724°E
莫日加區（俄语：Можгинский район），是俄羅斯的一個區，位於該國西南部，由烏德穆爾特共和國負責管轄，面積1,997平方公里，2010年人口28,293，人口密度每平方公里14.17人。